# Parastenhelia bulbosa
Parastenhelia bulbosa is een eenoogkreeftjessoort uit de familie van de Parastenheliidae. De wetenschappelijke naam van de soort is voor het eerst geldig gepubliceerd in 2006 door Gee.